# Monguí
Monguí – miasto w Kolumbii, w departamencie Boyacá.